# Ion Pillat
Ion Pillat (n. 31 martie 1891, București, România – d. 17 aprilie 1945, București, România) a fost un eseist, poet tradiționalist, antologist, editor și publicist român, membru corespondent al Academiei Române (din 1936). Pe linie maternă a fost înrudit cu familia Brătianu. Bunicul său a fost cunoscutul politician Ion C. Brătianu, acesta fiind adesea evocat în poeme din volumul său cel mai cuprinzător din punct de vedere estetic, Pe Argeș în sus, în poeme precum Odaia bunicului, Odihna tatii sau Aci sosi pe vremuri. 
Și-a petrecut copilăria la moșiile Florica pe Argeș și Miorcani, pe râul Prut. După 1945 poezia sa va fi clasificată drept indezirabilă, evident din rațiuni strict politice. Fiul său, criticul și romancierul Dinu Pillat a fost îndepărtat de la Facultatea de Litere, unde era asistent al lui George Călinescu, fiind condamnat la temniță politică, iar manuscrisele i-au fost confiscate și distruse. Nepoata sa, Monica Pillat, este o reputată anglistă.

## Biografie
Ion Pillat s-a născut la București în casa părinților săi din Calea Dorobanților 6. Tatăl său era moșier dintr-o veche familie de boieri de țară din ținutul Fălciului și parlamentar, iar mama sa, Maria Pillat, a fost a doua fiică, în ordinea vârstei, a lui Ion C. Brătianu. Primii ani ai copilăriei i-a petrecut pe moșia bunicului, Florica, Argeș unde a învățat în particular întreaga școală primară. A urmat cursurile școlii primare nr. 1 din Pitești, precum și primele trei clase ale cursului gimnazial, făcute la Pitești în particular, iar în 1905 a terminat clasa a VIII-a la Liceul Sfântul Sava din București. Mama sa l-a luat cu ea la Paris, împreună cu fratele Niculae și sora sa Pia, pentru a continua studiile acolo, la liceul „Henri IV”, unde a fost înscris ca extern, luându-și bacalaureatul în 1909. Cu ocazia excursiei la Chartres, a descoperit arta gotică, care l-a inspirat pentru prima sa poezie, În catedrală.
În 1910, s-a înscris ca student la Sorbona, unde a studiat în principal, litere,  istoria și geografia, dar a făcut în paralel și dreptul. Titu Maiorescu i-a publicat în 1911, o parte din poezii în Convorbiri literare. În 1912, aflat în București în vacanță, l-a cunoscut pe Alexandru Macedonski, căruia i-a editat volumul Flori sacre. Ion Pillat, împreună cu Horia Furtună au înființat colecția Cărți albe, în care urmau să fie editați poeții epocii; volumul de debut al întregii colecții a fost Flori sacre.
Titu Maiorescu i-a publicat în ianuarie 1912 unele poezii în „Convorbiri literare”.
Tot în anul 1912, își editează la Paris volumul de poeme în proză Cel din urmă sfânt, iar în București, în același an - primul volum de versuri, Visări păgâne. În revista lui Ovid Densusianu, „Vieața nouă” apare o notiță despre Visări păgâne. Din acel an încheagă prietenii literare cu Tudor Vianu, N. Davidescu, Adrian Maniu, Eugeniu Speranția, Al. T. Stamatiad - din cercul lui Macedonski.
În 1913 a obținut licența în litere la Paris și a participat la campania din Bulgaria, ca sublocotenent,  în timpul Războiului Balcanic. A obținut în 1914 și licența în drept, apoi a revenit definitiv la București, unde a publicat volumul Eternități de-o clipă.
S-a căsătorit în 1915, cu pictorița Maria Procopie-Dumitrescu, care își luase pseudonimul "Brateș". În 1916, a editat volumul Plumb al lui George Bacovia și a preluat conducerea revistei Flacăra, împreună cu Adrian Maniu și Horia Furtună. A participat la Conferința de pace de la Paris ca unul din secretarii  lui Alexandru Vaida-Voievod, președintele delegației ardelene. În ziua semnării tratatului, a publicat într-o ediție restrânsă de lux, volumul Grădina dintre ziduri.
În 1921 a apărut, sub îngrijirea sa, volumul Poezia toamnei, o antologie din versurile poeților români care au cântat toamna. În 1922, a scos, împreună cu Tudor Arghezi, revista Cuget românesc, iar în anul următor a publicat volumul de versuri care l-a consacrat ca poet original și tradiționalist, Pe Argeș în sus, în care două poeme celebre conțin portretele bunicilor săi, Bunicul și Bunica. În 1925, a Publicat volumul Satul meu și a scos împreună cu criticul Perpessicius Antologia poeților de azi. În 1935 a descoperit Balcicul, destinația preferată a Reginei Maria a României, care atrăgea ca un magnet pictorii și poeții epocii, unde și-a construit o vilă. A publicat Poeme într-un vers (1935), influențate de haiku și tehnica poemelor într-un vers din literatura chineză și din literatura japoneză. În Poeme într-un vers, Pillat a văzut poezia pură.
A primit în 1936 premiul național pentru literatură și a fost ales membru corespondent al Academiei Române. În 1937 a tradus din Charles Baudelaire și a publicat volumul Țărm pierdut. A publicat, în 1942, o antologie de traduceri din poezia germană și volumul de versuri Împlinire. A tradus poezii din Francis Jammes , Jean Moréas, Rainer Maria Rilke, Saint-John Perse, Carl Sandburg, Joachim du Bellay, Goethe, Schiller și Walt Whitman.  În 1944, sub titul Poezii  a apărut întreaga sa operă lirică, scrisă în perioada 1906 - 1941.
Lirica sa de început stă sub semnul parnasianismului și simbolismului, dar mai târziu, al tradiționalismului. Poetul vede în creația folclorică cea mai elocventă expresie a „sufletului românesc”. În consecință, consideră că o demonstrație a specificului național al liricii noastre moderne nu poate porni decât de la o analiză a poeziei populare. Numeroase citate din poezia noastră populară dovedesc o bună cunoaștere a acesteia de către Ion Pillat.
Ion Pillat teoretizează, în expresie poetică, necesitatea legăturii cu trecutul și cu oamenii pământului, cu tradiția. Nu este un trist adio, ci o tonică reîntâlnire în care fiecare protagonist își afirmă el însuși credința în virtuțile continuității în tradiție. În Biserica de altădată (1926) prinde viață, propriu-zis, programul tradiționalist.
George Călinescu, în Istoria literaturii... îl califică diletant, ca urmare a variatelor sale activități și surse de inspirație.
În perioada interbelică, până în 1938, a fost deputat și senator.
A făcut frecvente călătorii peste hotare: ca membru al PEN-Clubului, cunoscuta asociație internațională a scriitorilor, precum și al Asociației pentru cooperarea intelectuală de pe lângă Liga Națiunilor, a participat la congresele și manifestările acestora. A călătorit în 1927 în Grecia, a ajuns în Spania (1929), a străbătut Italia (1931), a revenit în Grecia în 1932 și 1937.
La data de 17 aprilie 1945 a suferit o congestie cerebrală în plină stradă; a fost transportat acasă (pe actuala stradă Alexandru Philippide, la nr. 9) în stare de inconștiență, iar în jurul orei 22 a decedat.

## Volume de versuri publicate
- Visări păgâne, București, ed. Minerva, 1912
- Eternități de-o clipă, Institutul de Editură și Arte Grafice Flacăra, București, 1914
- Amăgiri, București, ed. Flacăra, 1917
- Grădina între ziduri,Paris, ed. Frazier et Soye, 1919
- Poezia toamnei: antologie,  Editura Viața Românească, București, 1921
- Pe Argeș în sus, București, ed. Cultura Națională, 1923
- Satul meu, Editura Fundația Culturală Principele Carol, București, 1923
- Biserica de altădată,București, ed. Cartea Românească,  1926
- Florica (poezii, cu desene de Ștefan Popescu), București, Cultura Națională,  1926
- Întoarcere 1908-1918, Editura Petre Cătunaru, București,1928
- Limpezimi, Craiova, ed. Scrisul Românesc, 1928
- Caietul verde, București, ed. Cartea Românească, 1932, ediție definitivă, 1937
- Scutul Minervei, București, colecția „Pleiada”, 1933
- Poeme într-un vers [Monostiches], București, ed. Cartea Românească, 1935
- Țărm pierdut: versuri 1934-1936, Editura Fundația pentru Literatură și Artă Regele Carol II, București, 1937
- Umbra timpului, Tipografia și Editura Ziarului Universul, București, 1940
- Balcic, București, 1942
- Împlinire , București, Ed. Fundației pentru literatură și artă, 1942
- Asfodela, București, ed. Aussonia, 1943
- Antologia poeților de azi,, în colaborare cu Perpessicius, București, ed. Cartea Românească, vol. I-II, 1925 -1928
- Poezii, vol. I: 1906-1918, Editura Fundația Regală pentru Literatură și Artă, București, 1944
- Poezii, vol. II: 1918-1927, Editura Fundația Regală pentru Literatură și Artă, București, 1944
- Poezii, vol. III: 1927-1941, Editura Fundația Culturală Regală Regele Mihai I, București, 1944

## Traduceri
- Eternități de-o clipă. Éternités d’un instant, traducere în limba franceză de Andreea Dobrescu-Warodin, 1980
- Monostiches et autres poèmes, traducere în limba franceză de Gabrielle Danoux et Muriel Beauchamp, 2015
- Le Bouclier de Minerve (Scutul Minervei) , traducere în limba franceză de Gabrielle Danoux et Muriel Beauchamp, 2016

## Teatru
A scris teatru, din care:
- Dinu Păturică (în colaborare cu Adrian Maniu), Comedie în patru acte, Premieră la Teatrul Național din București, în 1925 (O dramatizare a romanului Ciocoii vechi și noi, al lui Nicolae Filimon)
- Tinerețe fără bătrânețe, feerie în 10 tablouri. Premieră la Teatrul Național din București, în 1926 (Adaptare pentru teatru a poveștii cu același nume)